# Loi de Parkinson
Pour les articles homonymes, voir Parkinson.
Ne doit pas être confondu avec Loi de futilité de Parkinson.
 (décembre 2015).
La loi de Parkinson pose que tout travail au sein d'une administration augmente jusqu’à occuper entièrement le temps qui lui est affecté. Elle concerne en particulier la multiplication inéluctable des bureaucrates, et a d’abord été publiée par Cyril Northcote Parkinson le 19 novembre 1955, dans un article publié dans la revue The Economist, et reprise ensuite avec neuf autres articles du même auteur dans un ouvrage intitulé Parkinson’s Law And Other Studies In Administration aux éditions The Riverside Press, en 1957. Cet ouvrage a été traduit en français par Jérôme de Villehouverte en 1958, sous le titre 1=2, ou les Principes de Mr. Parkinson.

## Causes
C. Northcote Parkinson développe sa loi (« Work expands so as to fill the time available for its completion. General recognition of this fact is shown in the proverbial phrase: It is the busiest man who has time to spare » traduisible par « Le travail s’étend de manière à remplir le temps disponible pour son achèvement. La connaissance générale de ce fait est illustrée par la phrase proverbiale suivante : « C'est l'homme le plus occupé qui a du temps à perdre » ») à partir de trois éléments.
1. Le comportement des gaz, appliqué au travail : cet élément permet à C. N. Parkinson d'affirmer que « le travail étant extensible, il n'y a pas (ou très peu) de relation entre un travail donné et la taille de l'équipe qui en est chargée ».
2. Les deux forces qui dictent le comportement des bureaucrates, et que la longue expérience de C. N. Parkinson dans l'administration lui permet de mettre en évidence[réf. nécessaire] :
  1. « un bureaucrate entend multiplier ses subordonnés, pas ses rivaux » : il a une tendance à diviser le travail pour éviter d'être remis en cause par l'un de ses collaborateurs. Il crée ainsi des besoins de coordination interne, qui entraînent une charge de travail supplémentaire, puis l'embauche de collaborateurs supplémentaires. On construit ainsi un système « autarcique » qui va consommer, de manière endogène, une part croissante de l'énergie disponible, conduisant à la deuxième force :
  2. « les bureaucrates se créent mutuellement du travail. » Plus il y a de bureaucrates, plus les demandes d'approbation qu'ils se communiquent mutuellement, ou tâches comparables, les occupent, de sorte que le travail accompli d'un point de vue extérieur par l'administration dans son ensemble n'augmente pas.
3. Son analyse des évolutions des employés de deux ministères britanniques (Marine et Affaires coloniales), qui met en évidence une progression constante de leur nombre malgré une importante diminution des attributions de ces ministères. Ce dernier élément peut également être considéré comme une validation expérimentale.

À partir de ces trois éléments, C. N. Parkinson construit sa loi, donnant le taux d'augmentation des effectifs d'une administration quelconque, qu’il énonce ainsi (en page 12 de l’édition originale[réf. souhaitée]) : « it now becomes possible to state Parkinson’s Law in mathematical form: In any public administrative department not actually at war, the staff increase may be expected to follow this formula: »  (ici, une formule mathématique {\displaystyle x={\frac {(2k^{m}+a)}{y\times n}}} « … This figure will invariably prove to be between 5.17 per cent and 6.56 per cent, irrespective of any variation of the amount of work (if any) to be done. » Une version française possible est : « il devient désormais possible de présenter la loi de Parkinson sous une forme mathématique simple : dans une administration publique qui n’est pas engagée directement dans des actions de guerre, l'augmentation des effectifs peut être définie par la formule suivante : (ici, la même formule mathématique que précédemment). Cette valeur sera toujours comprise entre 5,17 % et 6,56 %, indépendamment de toute variation de la quantité du travail (éventuel) à effectuer ».
Les facteurs intervenant dans la formule sont :
- x : le nombre de nouveaux embauchés chaque année,
- k : le nombre de personnes qui recherchent une promotion via la nomination de subordonnés,
- m : (exposant de k) le nombre d'heures de travail consacrées à répondre à des notes internes du Service,
- a : le nombre d’années entre l’âge d’affectation au poste et l’âge de la retraite,
- y : le total de bureaucrates de l'année précédente,
- n : le nombre de nouveaux bureaucrates nécessaires par an.

La loi de Parkinson est donc la loi qui prédit l’augmentation inéluctable des bureaucrates avec un taux d’environ 6 % par an, indépendamment de la quantité de travail à fournir ou même de sa simple légitimité. Elle est également appelée « Loi de la pyramide sans fin » et conduit à des expressions comme « développement parkinsonien des administrations ». C. Northcote Parkinson a ainsi mis en évidence une maladie fondamentale des bureaucraties administratives.
Dans son livre Parkinson’s Law And Other Studies In Administration, C. N. Parkinson propose également deux autres lois :
- la loi de futilité : dans un comité financier, plus le budget discuté est important, moins on y passe de temps, et inversement ;
- le coefficient d’inefficacité : il définit le nombre critique des membres d’un cabinet ou conseil des ministres, nombre à partir duquel ce cabinet ministériel devient inefficace. Ce chiffre est toujours compris entre 19,2 et 22,4.

## Exemples concrets
Dans son ouvrage, Parkinson prenait l'exemple des effectifs administratifs de l'amirauté britannique et montrait que ceux-ci avaient crû notablement, alors même que les tonnages gérés avaient été réduits des deux tiers. Les statistiques concernant l'amirauté entre 1914 et 1928 montraient une forte chute du nombre des marins disponibles pour les combats en même temps qu'une forte augmentation du personnel disponible uniquement dans l'administration, qualifiée ironiquement de « magnifique marine sur terre » : les 2 000 fonctionnaires de l'amirauté en 1914 passaient à 3 569 en 1928 sans que cette croissance soit liée à aucune augmentation possible de leur travail. La marine, pendant cette période, avait de fait diminué d'un tiers pour le nombre des hommes et de deux tiers pour le nombre des navires. L'exemple le plus frappant étant le département colonial, qui comprenait 372 personnes en 1932 et 1 661 personnes après la fin de l'existence des colonies britanniques en 1954,
En France, le ministère de l'Agriculture voit ses effectifs augmenter bien que le nombre d'agriculteurs baisse et qu'une partie de ses prérogatives soit confiée à Bruxelles. Les effectifs du ministère des Anciens combattants sont stables en dépit de la diminution des anciens combattants.
Selon la revue Société civile, organe du think tank libéral IFRAP, les Fonds régionaux d'art contemporain (Frac) mis en place par Jack Lang présenteraient une autre illustration de la loi de Parkinson avec des procédures d'acquisition (la composition des comités d’acquisition n'est presque jamais détaillée), empêchant de contrôler l'absence de conﬂits d'intérêts dans les achats, des critères des choix d'acquisition qui ne sont pas rendus publics. Sous prétexte de secret commercial, le prix ne serait presque jamais communiqué. Finalement, la constatation s'imposerait dans les différentes régions que le poids du budget de fonctionnement l’emporterait très largement sur l’investissement,.

## Généralisation de la loi des gaz
La loi des gaz est aussi utilisée pour évoquer un dérivé de la loi originelle en rapport avec la mémoire des ordinateurs : « Les données s’étendent jusqu’à remplir l’espace disponible pour leur stockage ». Acquérir davantage de mémoire encourage l’utilisation de techniques gourmandes en mémoire. Il a été observé qu'entre 1996 et 2006, l’utilisation de mémoire sur des systèmes évolutifs a tendance à doubler à peu près tous les 18 mois. La quantité de mémoire disponible pour un prix donné a également tendance à doubler tous les 18 mois, suivant en cela la loi de Moore. La loi des gaz généralisée affirme donc que l'on augmente les besoins jusqu'à ressentir toujours la même étroitesse des supports de stockage, malgré cette augmentation. Une aggravation de ce principe correspond à la loi de Wirth.
Cette loi des gaz pourrait être davantage généralisée par : « La demande pour une ressource s’accroît toujours pour correspondre à l’approvisionnement de la ressource » (s'apparentant alors à la loi de Say ou au paradoxe de Jevons).

### Œuvres en ligne
: document utilisé comme source pour la rédaction de cet article.
- (en) « Parkinson's Law », The Economist,‎ 19 novembre 1955 (lire en ligne).
- « La loi de Parkinson », recueil de textes de Parkison commentés et d'autres textes, sur BibNum.
- C. Northcote Parkinson, La loi de Parkinson et autres analyses de l'administration [PDF], sur cjoint.com.